# Craoteloak

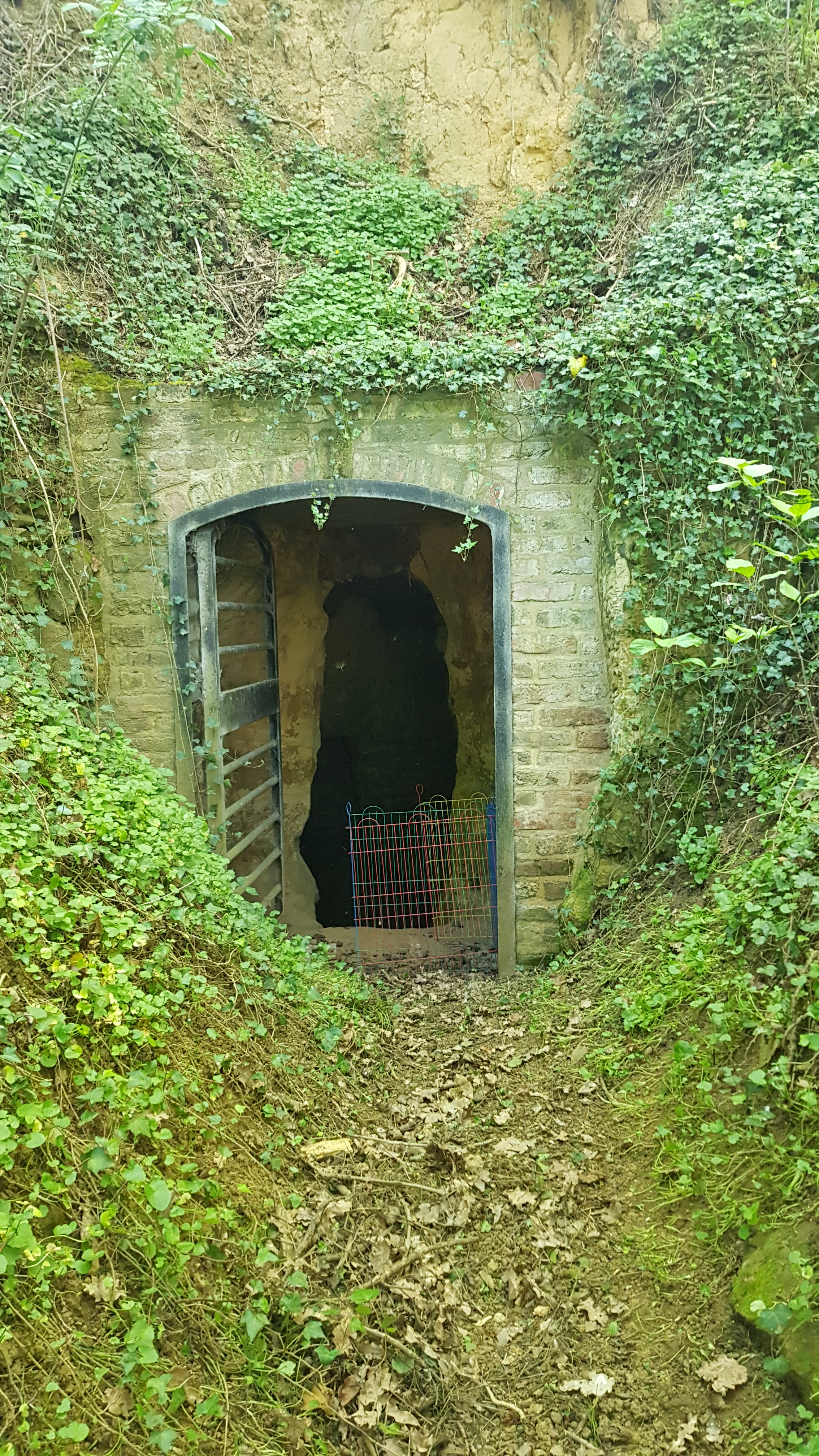
ingang van de groeve

De Craoteloak, Croate look of Groeve Penderskoolhof is een groeve in Nederlands Zuid-Limburg in de gemeente Voerendaal. De ondergrondse groeve ligt ten zuidoosten van Craubeek in een steilrand aan de zuidoostelijke rand van het Centraal Plateau in de overgang naar het Ransdalerveld.
Op ongeveer 250 meter naar het noorden ligt de groeve Auvermennekesloak, op ongeveer 500 meter naar het noordoosten ligt de Groeve Sevensprong, op ongeveer 70 meter naar het noordoosten de Craubeekergroeve en op ongeveer 450 meter naar het oosten ligt de Groeve Kaardenbeek.

## Geschiedenis
De groeve is waarschijnlijk niet door blokbrekers ontgonnen, omdat de kwaliteit van de kalksteen uit de groeve te slecht was, waardoor ze niet gebruikt zou zijn voor de vervaardiging van bouwstenen, maar wel voor de productie van kalk waarmee boeren de akkers en velden konden bemergelen.

## Groeve
De groeve heeft een enkele ingang. Deze ingang is voorzien van een hekwerk waardoor dieren de groeve kunnen gebruiken als verblijfplaats. Rond de poort is een bakstenen omlijsting gemetseld.
De groeve ligt op particulier terrein.

## Geologie
In de bodem van Craubeek bevindt zich dicht bij het oppervlak een relatief dunne laag van de Kalksteen van Emael (Maastrichtse Kalksteen) en daaronder zit een dik pakket Kunrader kalksteen. Beide kalksteenpakketten behoren tot de Formatie van Maastricht. De groeve is aangelegd in het bovenste deel van de bodem en daarmee mogelijk in de Kalksteen van Emael.
Op ongeveer 400 meter naar het noordoosten ligt de Kunraderbreuk.